# Espagne au Concours Eurovision de la chanson 1962
L'Espagne a participé au Concours Eurovision de la chanson 1962, alors appelé le « Grand prix Eurovision de la chanson européenne 1962 », le 18 mars à Luxembourg-Ville, au grand-duché du Luxembourg. C'est la deuxième participation espagnole au Concours Eurovision de la chanson.
Le pays est représenté par le chanteur Víctor Balaguer et la chanson Llámame, sélectionnés par la Televisión Española (TVE) au moyen d'une finale nationale.

## Sélection

### Preselección de Eurovisión 1962
Le radiodiffuseur espagnol, la Televisión Española (TVE), organise une finale nationale pour sélectionner l'artiste et la chanson représentant l'Espagne au Concours Eurovision de la chanson 1962.
La finale nationale espagnole, présentée par Federico Gallo (es), a eu lieu le 6 février 1962 aux studios de la Radio Nacional de España (RNE) à Barcelone.
Seul le classement des trois premières chansons est connu. Les chansons sont toutes interprétées en espagnol, langue officielle de l'Espagne.
Lors de cette sélection, c'est la chanson Llámame interprétée par Víctor Balaguer qui fut choisie avec Jean Roderes comme chef d'orchestre.

#### Finale
| Ordre | Artiste         | Chanson             | Traduction         | Points | Place |
| ----- | --------------- | ------------------- | ------------------ | ------ | ----- |
| 1     | Dúo Juvens      | Que llueva          | Qu'il pleuve       | –      | –     |
| 2     | Víctor Balaguer | Grandioso           | Grandiose          | –      | 3     |
| 3     | Tonio Areta     | Un viejo paraguas   | Un vieux parapluie | –      | 2     |
| 4     | Lita Torelló    | Después de aquello  | Après cela         | –      | –     |
| 5     | José Guardiola  | Recuerdo            | Souvenirs          | –      | –     |
| 6     | José Guardiola  | Nostalgia           | Nostalgie          | –      | –     |
| 7     | Tonio Areta     | Canto de un fracaso | Chanson d'un échec | –      | –     |
| 8     | Raphael         | Perdona Otelo       | Désolé Othello     | –      | –     |
| 9     | Víctor Balaguer | Llámame             | Appelle-moi        | –      | 1     |
| 10    | Gelu            | Huella de ti        | Trace de toi       | –      | –     |

## À l'Eurovision
Chaque jury d'un pays attribue 3, 2 et 1 vote à ses 3 chansons préférées.

### Points attribués par l'Espagne
| 3 points | Luxembourg  |
| 2 points | France      |
| 1 point  | Royaume-Uni |

### Points attribués à l'Espagne
| 3 points | 2 points | 1 point |
| -------- | -------- | ------- |
|          |          |         |

Victor Balaguer interprète Llámame en 3e position lors de la soirée du concours, le 18 mars 1962, suivant la Belgique et précédant l'Autriche.
Au terme du vote final, l'Espagne termine en 13e et dernière place, ex æquo avec l'Autriche, la Belgique et les Pays-Bas, sur les 16 pays participants, n'ayant reçu aucun point des jurys,.